# 瀬長亀次郎
瀬長 亀次郎（せなが かめじろう、1907年（明治40年）6月10日 - 2001年（平成13年）10月5日）は、日本の政治家、ジャーナリスト。
1946年 - 1949年、米軍機関紙「うるま新報」(後の琉球新報)社長を務めた。復帰前に、那覇市長（1期）、立法院議員（3期）、沖縄人民党委員長、国政参加選挙で衆議院議員1期。本土復帰後、衆議院議員としては人民党で1期、日本共産党として連続5期。1973年以降共産党幹部会副委員長をつとめた。

## 概要
太平洋戦争後のアメリカ合衆国による沖縄統治（施政権下）において、沖縄人民党を組織し、米国による統治に対する抵抗運動を行った。返還前の沖縄において立法院議員や那覇市長を歴任、国政参加選挙において衆議院議員に当選した。沖縄返還後は沖縄人民党を日本共産党へ合流させ、衆議院議員を通算7期務めた。沖縄県島尻郡豊見城村（現：豊見城市）出身。

## 経歴
一部不屈館公式サイトによる
1907年、沖縄県島尻郡豊見城村（現：豊見城市）我那覇に生まれる。沖縄県立二中（現：沖縄県立那覇高等学校）、東京・順天中学（現：順天中学校・高等学校）を経て旧制第七高等学校（現：鹿児島大学）に進んだが、社会主義運動に加わったことを理由に放校処分となる。2年間の兵役を務めた後、横浜市鶴見区に移り労働運動の組織化を進めるが、1932年に丹那トンネル労働争議を指導して治安維持法違反で検挙され、懲役3年の刑で横浜刑務所に投獄される。その後は蒔絵工などを経て、召集されて砲兵として中国へ出征する。
戦後、名護町助役、沖縄朝日新聞記者、毎日新聞沖縄支局記者を経て、1946年にうるま新報（現：琉球新報）社長に就任。在任中、沖縄人民党の結成に参加したことにより、軍の圧力で同社長を辞任。雑貨店を経営しながら、組織活動を指導し、沖縄人民党書記長となる。1950年、沖縄群島知事選挙に出馬するが、当選者の1割にも満たない得票数で落選。次回1952年第1回立法院議員総選挙では最高得票数で当選を果たす。同選挙後に開催された琉球政府創立式典で宣誓拒否した。米国民政府は公に好ましからざる人物として対応する。

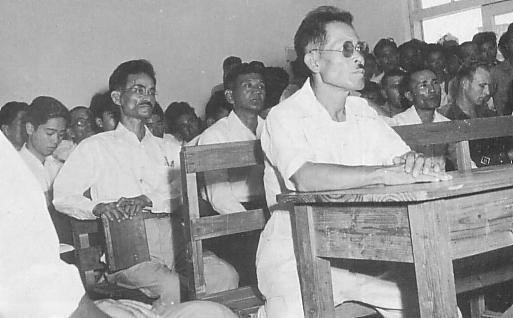
瀬長亀次郎（2列目の左端で本を持つ人物）

1954年10月、米国民政府は瀬長を、沖縄から退去命令を受けた人民党員をかくまった容疑（出入国管理令違反）で逮捕、懲役2年の刑の判決により再び投獄された。1人の証言を証拠として弁護士なしの裁判にかけるなど事実審理の形式に多くの問題があった。（沖縄人民党事件）。1956年4月の出獄後、
同年12月25日に行われた那覇市長選に出馬、当選。
瀬長が公然と反米を掲げる人民党の幹部であることを危惧した米国民政府は、管理する琉球銀行による那覇市への補助金と融資の打ち切り、預金凍結の措置を行い市政運営の危機に見舞われるが、多くの市民が、瀬長の市政を支えるために「自主的な」納税によって財源を確保しようとの瀬長側の呼びかけに応じ、瀬長当選前の納税率が77%だったのに対し、当選後の納税率は86%、最高で97%になった。これにより当座の市政運営ができるようになり瀬長は市政運営の危機を脱する。これに対し米国民政府と琉球民主党は7度にわたる不信任決議を提出するが、いずれも不発に終わる。1957年、高等弁務官ジェームス・E・ムーア陸軍中将が布令を改定し（米民政府高等弁務官布令143号、通称「瀬長布令」）1954年の投獄を理由に、瀬長を追放し被選挙権を剥奪した。
市長在任期間は一年足らずであったが、那覇市政をめぐる米国民政府との攻防は、当時沖縄県民の強い支持を受け、現在でも同県内では祖国復帰運動に身を捧げた市民活動家であるとの評価が高い。

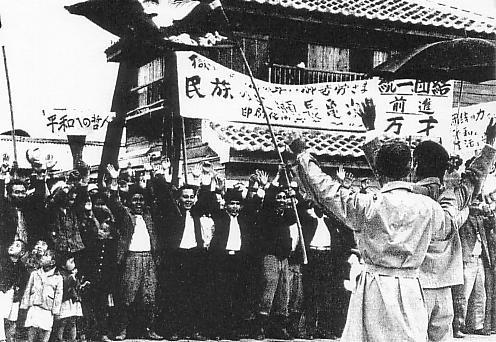
瀬長の出所を祝う支援者

1967年12月に瀬長布令が廃止されたことで被選挙権を回復。翌68年の第8回立法院議員選挙で立法院における議席を回復した。1970年の沖縄初の国政参加選挙では、沖縄人民党公認で当選、1972年の第33回衆議院議員総選挙でも人民党公認で2期目の当選を果たす。1973年に人民党は日本共産党と合流、以後は日本共産党公認として1986年の第38回衆議院議員総選挙まで通算7期連続して衆議院議員に当選した。その間、日本共産党副委員長であった。1990年、政治活動を引退する。2001年10月5日、肺炎で死去。享年94。墓所は豊見城市我那覇にある。
ジュリオ=キュリー賞、那覇市政功労賞、県自治功労賞、沖縄タイムス賞（自治賞）を受賞。那覇名誉市民、豊見城名誉村民。
1998年には映画『カメジロー 沖縄の青春』が制作され、2005年には小林よしのりが著書の沖縄論の中で「亀次郎の戦い」を掲載した。

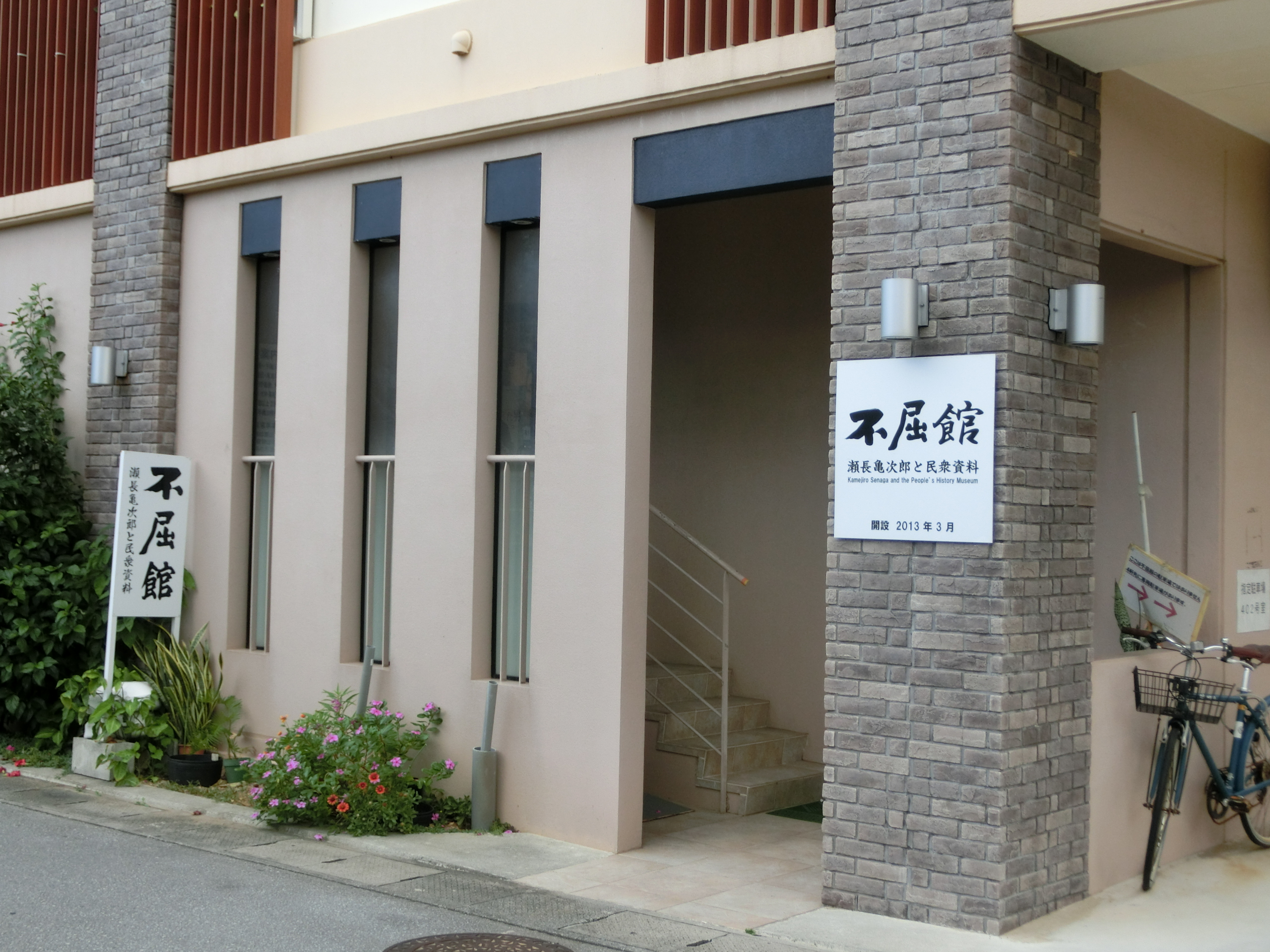
不屈館

2013年3月、記念館「不屈館」が那覇市に開館。施設名は反米闘争を行った瀬長が生前好んで揮毫した“不屈”にちなむという。

## 著書
- 瀬長亀次郎, 琉球新報社『不屈 : 瀬長亀次郎日記』琉球新報社、出版年不明 エラー: 日付が正しく記入されていません。。 NCID BA84256598。
- 瀬長亀次郎『沖繩からの報告』岩波書店〈岩波新書,  青-353B101〉、1959年。ISBN 9784004111016。 NCID BN0194690X。
- 瀬長亀次郎『沖縄人民党 : 闘いの二十五年』新日本出版社、1970年。 NCID BN04243473。
- 瀬長亀次郎『民族の怒り : もえあがる沖縄』新日本出版社〈新日本新書, 142〉、1971年。 NCID BN02565989。
- 瀬長亀次郎『民族の悲劇 : 沖縄県民の抵抗』新日本出版社〈新日本新書, 135〉、1971年。 NCID BN02565049。
- 瀬長亀次郎『民族の未来 : 沖縄に平和と文化を』新日本出版社〈新日本新書, 255〉、1978年。 NCID BN10365704。
- 瀬長亀次郎『瀬長亀次郎回想録』新日本出版社、1991年。ISBN 4406019898。 NCID BN06762970。